# Doravirine
Doravirine (MK-1439) là một chất ức chế sao chép ngược không nucleoside được phát triển bởi Merck & Co. để sử dụng trong điều trị HIV/AIDS. Vào tháng 8 năm 2018, FDA đã phê duyệt doravine dưới tên sản phẩm Pifeltro, và trong một viên thuốc kết hợp, doravirine/lamivudine/tenofovir disoproxil fumarate (Delstrigo).